# ローレンス・スノーデン
ローレンス・フォンテイン・スノーデン（英語: Lawrence Fontaine Snowden、1921年4月14日 - 2017年2月18日）は、アメリカ海兵隊の軍人。最終階級は中将。

## 生涯

### 太平洋戦争

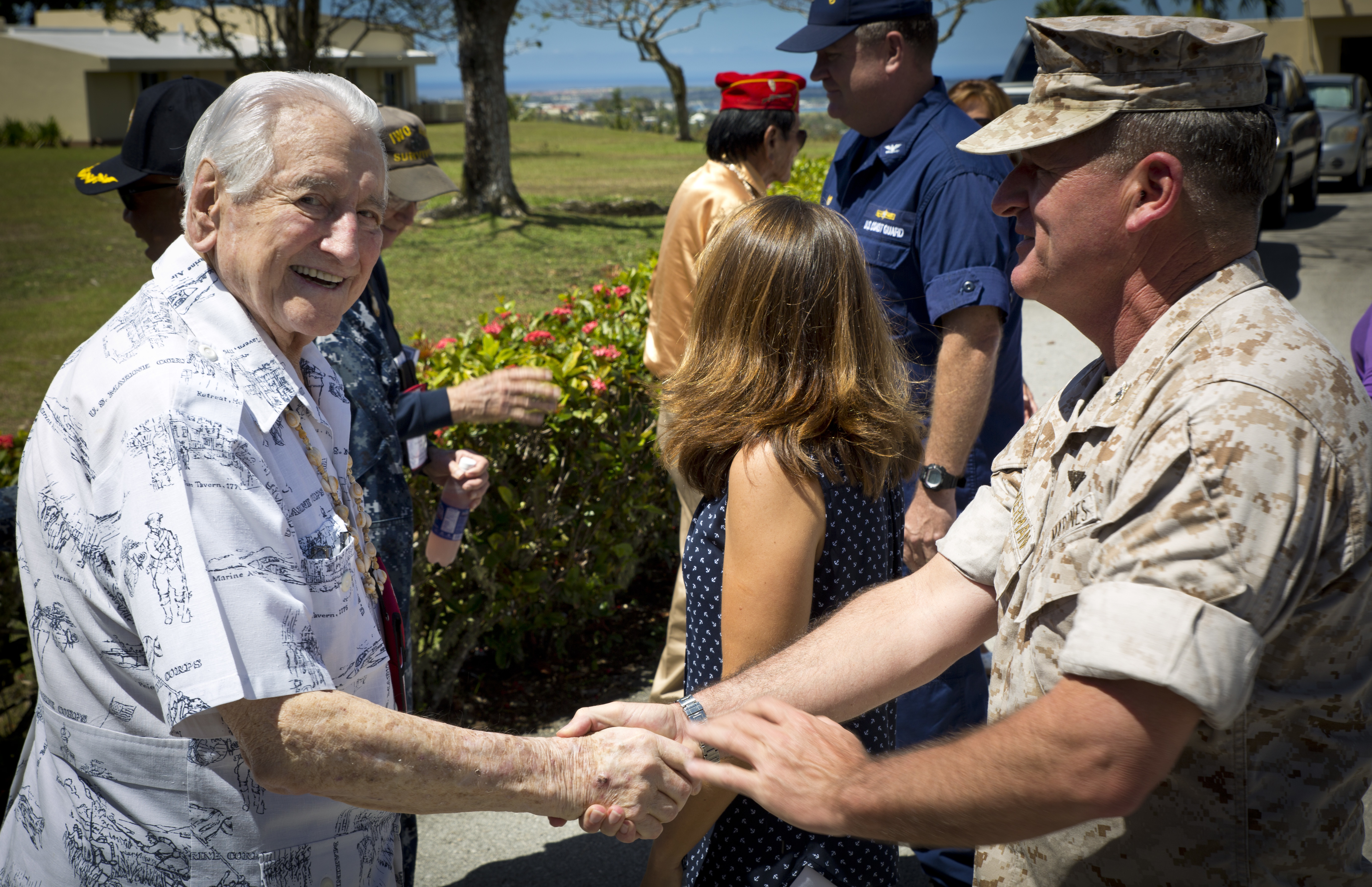
ローレンス・スノーデン（2015年）

1921年にバージニア州シャーロッツビルに生まれる。バージニア大学で学士号を取得した後、1942年2月に海兵隊に入隊。5月に士官養成学校に入学し、7月18日に少尉に任官して軍務についた。1944年3月に中尉に昇進し、1944年10月には大尉に昇進している。
太平洋戦争ではクェゼリンの戦い、サイパンの戦い、テニアンの戦いに従軍した。1945年2月には第4海兵師団の中隊長として硫黄島の戦いに従軍した。戦闘中に二度負傷して前線を離れ、36日間の戦闘で中隊230人のうち半数が戦死した。硫黄島陥落後はグアムの海兵隊部隊に1945年12月まで配置される。

### 冷戦期
1946年2月に海兵隊本部で作戦参謀を務めた後、1950年8月から1953年3月にかけて海兵隊の試験運用スタッフとして勤務していた。この間にノースウェスタン大学で人事労務管理の修士号を取得し、1951年1月には少佐に昇進している。1953年4月に第7海兵師団に配属されて朝鮮戦争末期の大韓民国に赴任し、1954年4月まで従軍した。スノーデンは、朝鮮戦争で戦功を挙げてレジオン・オブ・メリットを授与されている。停戦後はアメリカに帰国して1954年5月から1956年6月まで海兵隊員募集局に勤務し、1955年1月に中佐に昇進している。1958年9月にアメリカ海兵隊指揮幕僚大学に入学し、卒業時にアメリカ統合参謀本部に海兵隊スタッフとして派遣される。
1962年8月に強襲揚陸艦「イオー・ジマ」艦長に任命され、第3大隊指揮官として10月に発生したキューバ危機の際にはカリブ海の哨戒任務に就く。1963年5月から1964年6月まで、カリフォルニア州のペンドルトン基地の後方支援参謀を務め、1964年2月に大佐に昇進した。1964年7月に太平洋艦隊に配属されてハワイに赴任した。1966年8月にベトナム戦争に従軍する。戦争では第3海兵遠征軍の参謀として部隊運用を担当した。ベトナムから帰国後は軍事工業カレッジに入学し、1968年6月に卒業した後は海兵隊本部の人事局次長に就任、8月20日に准将に昇進している。同年9月から12月にかけてハーバード・ビジネス・スクールの経営管理コースに参加し、1970年2月から経営分析部長に任命された。また、この間の1969年3月から9月にかけて監察官を務めていた。1972年4月1日に少将に昇進している。
1972年6月に在日米軍司令部参謀長として日本に赴任して1975年まで務め、日本の安全保障に寄与したとして勲二等瑞宝章を授与された他、1975年8月6日に中将に昇進している。1977年5月21日に海兵隊本部参謀長に任命され、1979年5月31日に退役するまで同職を務めた。

### 晩年
2003年に妻マーサと死別している。2015年にはフロリダ州の退役軍人の殿堂入りを果たした。2016年3月に国家公務員功労勲章と海軍功労勲章を授与された。また、同年には回顧録『Snowden’s Story』を出版している。
2017年1月にタラハシーの新聞タラハシー・デモクラットの「パーソン・オブ・ザ・イヤー」に選ばれている。2月18日にタラハシーで死去した。享年95。同年4月には、国防長官ジェームズ・マティスとアメリカ海兵隊総司令官ロバート・ネラーからスノーデンの遺族に対し、彼の貢献を称えて海兵隊旗が贈られた。

## 日本との関係

### 対日感情

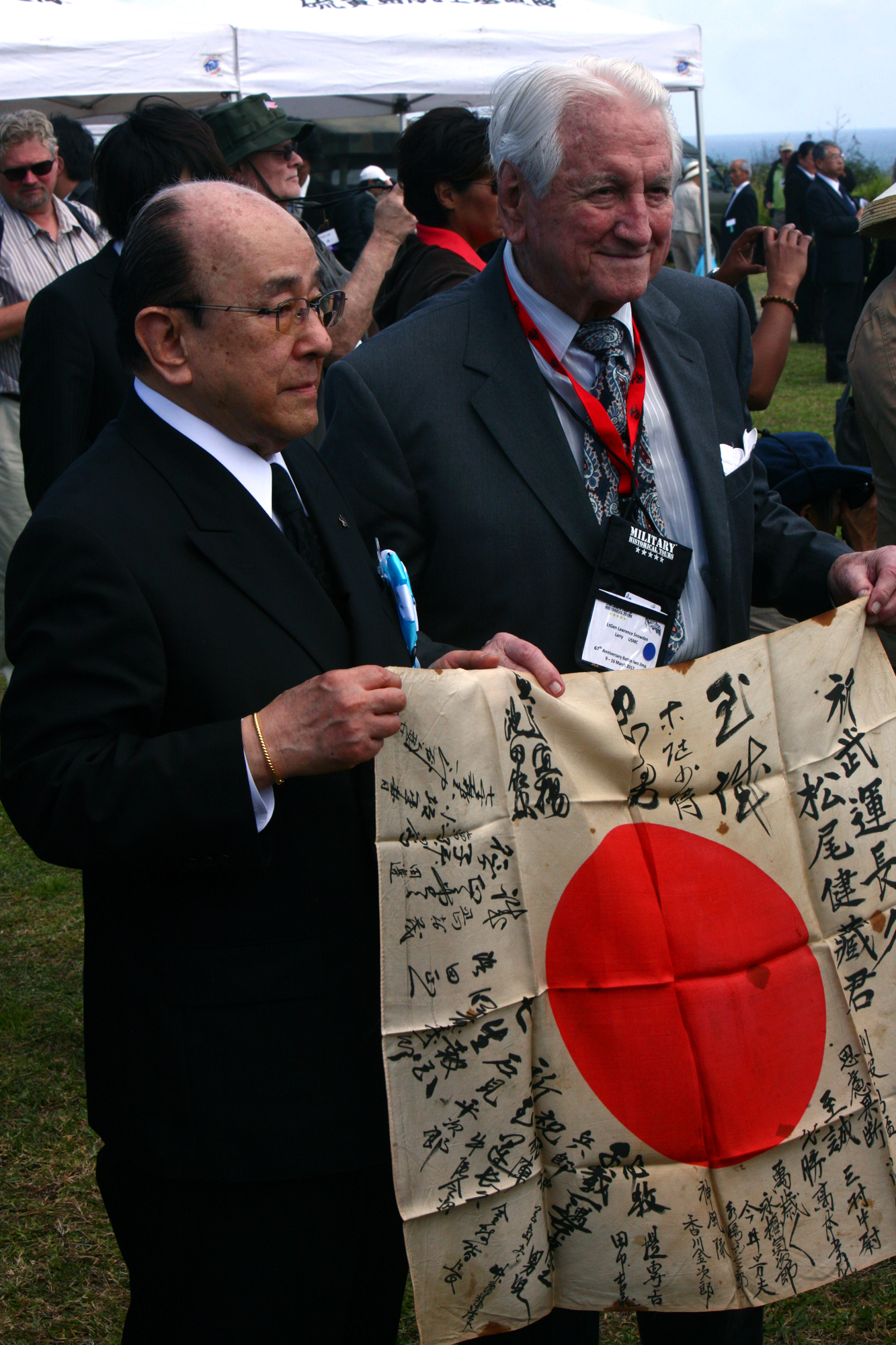
硫黄島の日米合同慰霊祭に出席したスノーデン（2012年）

太平洋戦争で日本軍と戦った経験から日本に対しては憎悪の感情を抱いていたが、朝鮮戦争の際に軍需物資調達任務を任された際に日本の政府・財界人・軍人（保安隊）と接する中で憎悪の感情が薄れていき、晩年には「今となってはそんな感情を抱く意味は何もない」と語っていた。退役後の1985年から旧日本軍人との交流活動を始め、1995年には硫黄島の戦いの日本軍守備隊司令官栗林忠道の妻から「きのうの敵は、きょうの友」というメッセージを受け、「戦争を二度と繰り返さないように、共に協力せねばならない」との想いを強くした。硫黄島の戦いから50年を迎えた同年には、戦闘に参加した両国の退役軍人の再会の場を作ることを呼びかけた。
2015年4月30日には、内閣総理大臣安倍晋三がアメリカ合衆国議会合同会議で演説した際に、日米の和解の象徴として栗林の孫である新藤義孝と握手を交わし、議場の出席者から喝采を浴びた。また、硫黄島で開催する日米合同慰霊祭にも頻繁に出席しており、「硫黄島には、勝利を祝うため行ったのではない、行っているのでもない。その厳かなる目的は、双方の戦死者を追悼し、栄誉を称えることだ」と語っていた。

### 安全保障問題
安全保障の面から沖縄県にアメリカ軍基地を置くことの重要性を唱え、「自由は"無料"ではないことを理解して欲しい」と述べている。一方で、基地に対して不満を抱いている沖縄県民がいることも認めており、今後の基地返還や米軍部隊の移転を通して事態は改善していくと考えていた。
在日米軍司令部参謀長時代には日米合同委員会でアメリカ局長の大河原良雄と米兵による犯罪行為について度々協議を行っていた。大半の犯罪行為については日米地位協定に基き在日米軍が処罰を行ったが、スノーデンによると日本側に裁判権があると感じる事件もあったという。